# Malcolm (Name)
Malcolm (auch: Malcom; abgeleitet vom schottisch-gälischen Máel Coluim oder Maol Choluim) ist ein männlicher Vorname, der im englischen Sprachraum gebräuchlich ist und auch als Familienname vorkommt. Die ursprüngliche Form maol-Columb bedeutet „Diener des heiligen Columban“.

## Namensträger

### Herrscher
- Malcolm I. († 954), schottischer König
- Malcolm II. (um 954–1034), schottischer König
- Malcolm III. († 1093), schottischer König
- Malcolm IV. (1142–1165), schottischer König
- Malcolm, 2. Earl of Atholl, schottischer Adliger
- Malcolm, 4. Earl of Lennox († um 1303), schottischer Magnat
- Malcolm, 5. Earl of Lennox († 1333), schottischer Magnat
- Malcolm, 5. Earl of Fife, schottischer Magnat
- Malcolm, 6. Earl of Fife († 1266), schottischer Magnat

### Vorname
- Malcolm Baldrige (1922–1987), US-amerikanischer Unternehmer, Manager und Politiker
- Malcolm Bradbury (1932–2000), britischer Schriftsteller und Literaturwissenschaftler
- Malcolm Browne (1931–2012), US-amerikanischer Journalist und Fotograf
- Malcolm Cacutalua (* 1994), deutscher Fußballspieler
- Malcolm Campbell (1885–1948), englischer Automobilrennfahrer
- Malcolm Cowley (1898–1989), US-amerikanischer Schriftsteller
- Malcolm Fraser (1930–2015), australischer Politiker
- Malcolm Glazer (1928–2014), US-amerikanischer Unternehmer und Eigentümer von Sportvereinen
- Malcolm Griffiths (1941–2021), britischer Jazzposaunist
- Malcolm Jiyane (* 1982), südafrikanischer Jazzmusiker
- Malcolm Lange (* 1973), südafrikanischer Radrennfahrer
- Malcolm Le Grice (1940–2024), britischer avantgardistischer Filmkünstler und Filmtheoretiker
- Malcolm Lowry (1909–1957), britischer Schriftsteller
- Malcolm James McCormick (1992–2018), US-amerikanischer Rapper, siehe Mac Miller
- Malcolm McDowell (* 1943), britischer Schauspieler
- Malcolm McLaren (1946–2010), britischer Künstler, Modeschöpfer, Designer, Musik-Manager und Musiker
- Malcolm Ohanwe (* 1993), deutscher Journalist
- Malcolm Pinson (1941–2002), US-amerikanischer Jazz-Schlagzeuger
- Malcolm Ross (1862–1930), neuseeländischer Journalist und Bergsteiger
- Malcolm Ross (* 1942), australischer Linguist
- Malcolm Strachan (* ≈1970), britischer Musiker
- Malcolm X (1925–1965), US-amerikanischer Bürgerrechtler
- Malcolm Young (1953–2017), schottisch-australischer Musiker (AC/DC)

### Familienname
- Ann Malcolm (* 1964), US-amerikanische Jazzsängerin und Saxophonistin
- Bapoo Malcolm (1912–1982), indischer Radrennfahrer
- Calixto Malcom (1947–2021), panamaischer Basketballspieler und Richter
- Carlos Malcolm (Komponist) (* 1945), kubanischer Komponist und Pianist
- Carlos Malcolm (Posaunist) (* um 1935), jamaikanischer Posaunist, Perkussionist und Bandleader
- Christian Malcolm (* 1979), britischer Leichtathlet
- Christopher Malcolm (1946–2014), britischer Schauspieler
- Collin Malcolm (* 1997), US-amerikanischer Basketballspieler
- Corrine Malcolm (* 1990), US-amerikanische Biathletin
- Dugald Malcolm (1917–2000), britischer Diplomat
- George Malcolm (1917–1997), englischer Cembalist und Dirigent
- George John Malcolm (1830–1884), britischer Seeoffizier
- Janet Malcolm (1934–2021), US-amerikanische Journalistin und Essayistin
- John Malcolm (1769–1833), britischer General, Administrator, Schriftsteller und Botschafter
- Ken Malcolm (1926–2006), schottischer Fußballspieler
- Neill Malcolm (1869–1953), schottischer General, Hochkommissionar des Völkerbundes
- Noel Malcolm (* 1956), englischer Historiker und Journalist
- Norman Malcolm (1911–1990), US-amerikanischer Philosoph
- Robyn Malcolm (* 1965), neuseeländische Schauspielerin
- Sarah Malcolm (1710–1733), irische Raubmörderin
- Shirley M. Malcom (* 1946), US-amerikanische Zoologin, Ökologin und Hochschullehrerin
- Stephen Malcolm (1970–2001), jamaikanischer Fußballspieler

## Nachweise
1. ↑  Malcolm auf www.behindthename.com (englisch)
2. ↑  Malcolm auf www.vornamen-weltweit.de
3. ↑  Duden Lexikon der Vornamen, 4. Aufl., S. 207